# Division d'infanterie motorisée (France, 1935-1940)
Une division d'infanterie motorisée (DIM) est un type de grande unité militaire de l'armée de terre française, créées en 1935 et qui participèrent à la bataille de France au début de la Seconde Guerre mondiale.

## Historique

### Création
L'idée de motoriser cinq divisions d'infanterie est actée au Conseil supérieur de la guerre le 23 juin 1930, le ministère de la Guerre signant le document le 4 juillet. Ce n'est toutefois qu'en 1935 que sept divisions sont organisées comme unités motorisées.
La 1re, la 3e, la 5e, la 12e et la 15e DIM sont dites de type renforcé et la 9e et la 25e DIM de type normal. Les divisions de type renforcé sont immédiatement aptes au combat et peuvent couvrir la frontière pendant la mobilisation des autres unités.

### Seconde Guerre mondiale
Au 5 juin 1940, seule subsiste la 3e DIM, les autres ayant disparu dans la manœuvre Dyle-Breda.

## Organisation
La division d'infanterie motorisée garde la même structure qu'une division d'infanterie classique et peut donc effectuer les mêmes missions.
La division est formée en temps de paix autour de trois régiments d'infanterie à 2 300 hommes (répartis en trois bataillons) et d'un régiment d'artillerie à 1 550 hommes. Ce dernier est organisé avec trois groupes légers de canons de 75 modèle 1897 et un groupe lourd de canons de 105 court modèle 1934 ou 35, tous tractés par des Unic P107BU ou des Laffly S15T, plus un groupe lourd de canons de 155 court modèle 1917 avec tracteurs SOMUA MCG. 
À la mobilisation, les régiments d'infanterie passent à près de 3100 hommes par apport de réservistes, et le régiment d'artillerie se divise en un régiment léger à trois groupes de 75 et un régiment lourd à un groupe de 105 C et un de 155 C, complété normalement par une batterie antichar divisionnaire à 8 pièces de 47 APX modèle 1937 et une batterie antiaérienne divisionnaire de 6 pièces de 25 AA modèle 1938 ou 39 (détachée d'un RADCA). Le groupe de reconnaissance divisionnaire n'est formé qu'à la mobilisation à partir d'éléments issus des régiments de cavalerie mixte à cheval & motorisés non-endivisionnés du temps de paix. Les éléments du Génie (2 compagnies de sapeurs-mineurs, 1 compagnie de transmission fil et 1 compagnie de transmission radio) ne sont eux aussi rattachés qu'à la mobilisation.
L'artillerie, le génie, le groupe de reconnaissance et les autres services sont entièrement motorisées, c'est-à-dire qu'ils disposent des véhicules à moteurs nécessaires à leur transport. L'infanterie ne dispose toutefois pas des véhicules nécessaires à son transport, et l'unité dépend du Train automobile de réserve générale pour son transport,,. Faute de véhicules tous-terrains en nombre suffisant dans cette arme, l'infanterie doit souvent rejoindre ses positions à pied, comme dans une division classique.